# Млинки (округ Спішська Нова Весь)

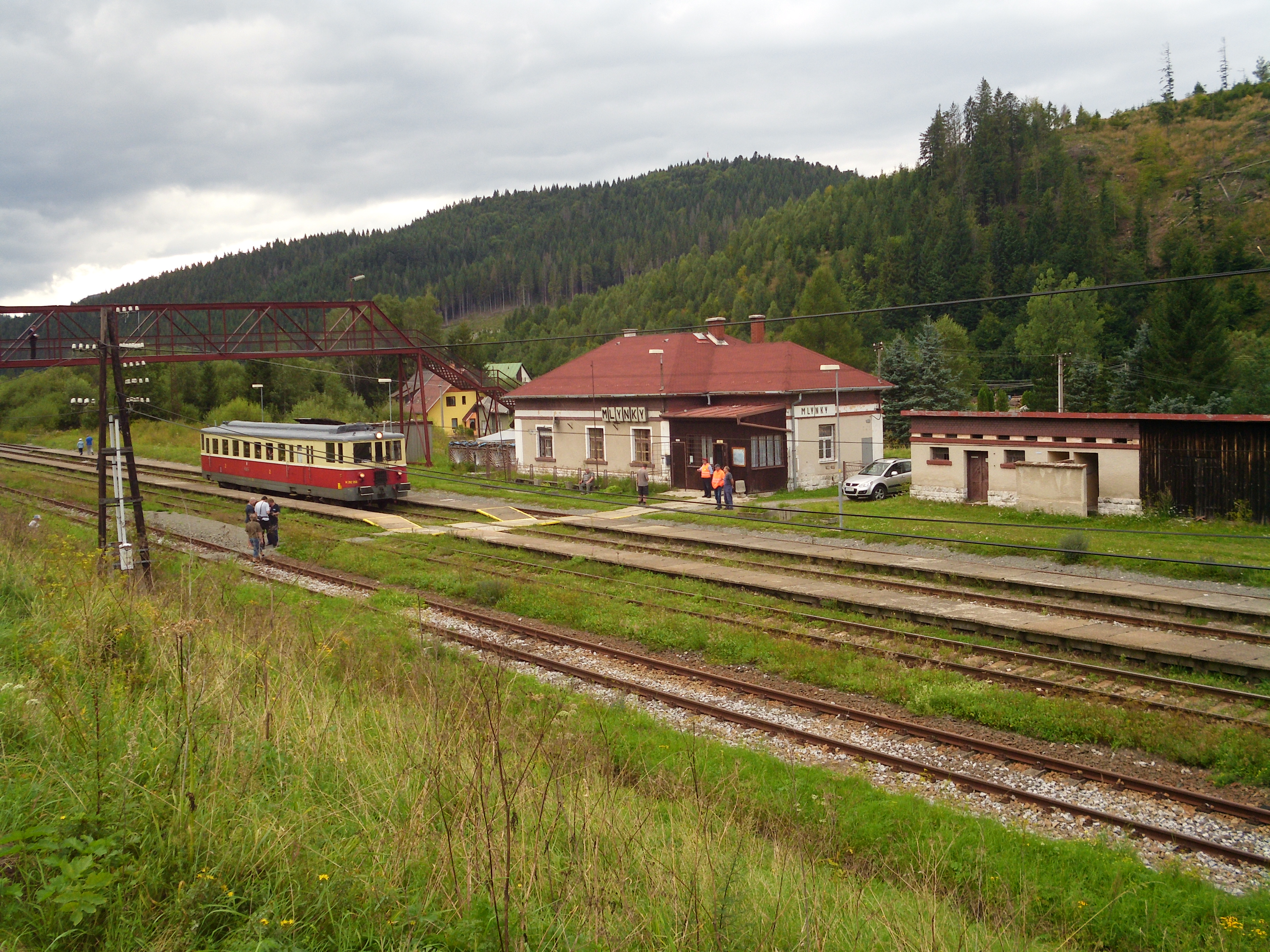

Млинки (словац. Mlynky) — село в окрузі Спішска Нова Вес Кошицького краю Словаччини. Площа села 25,05 км². Станом на 31 грудня 2015 року в селі проживало 554 жителі.

## Історія
Перші згадки про село датуються 1850 роком. До 1960 року — осада міста Спішська Нова Весь.

## Населення
| Рік:            | 1994. | 2004.    | 2014.   | 2024.    |
| --------------- | ----- | -------- | ------- | -------- |
| Кількість осіб: | 675   | 589      | 563     | 497      |
| Різниця:        |       | -12,74 % | -4,41 % | -11,72 % |

| Рік:            | 2023. | 2024.   |
| --------------- | ----- | ------- |
| Кількість осіб: | 492   | 497     |
| Різниця:        |       | +1,01 % |